# A Budapesti Nemzetközi Cirkuszfesztivál magyar résztvevői
A Budapesti Nemzetközi Cirkuszfesztiválon eddig 53 magyar származású artista(produkció) vett részt. Magyarország az eddig megrendezett tizenhárom verseny mindegyikén indult.

## Résztvevők
| Év   | Előadó                                 | Szám                          | Díj               |
| ---- | -------------------------------------- | ----------------------------- | ----------------- |
| 1996 | Donnert csoport                        | lovaszsonglőrök               | —                 |
| 1996 | Donnert csoport                        | lovasakrobaták                | —                 |
| 1996 | Donnert Antal                          | állatidomár                   | —                 |
| 1996 | Flying Boy’s                           | nyújtóakrobatika a levegőben  | —                 |
| 1996 | Golden Pyramid                         | plasztikus akrobata trió      | —                 |
| 1996 | Jun. Sallai                            | ugródeszka akrobaták golyóval | —                 |
| 1996 | Perinyó                                | humoros oroszlánidomítás      | —                 |
| 1996 | Duo Simet                              | magasdrót                     | Bronz Pierrot-díj |
| 1996 | Zozo                                   | bohóctréfa                    | —                 |
| 1998 | Axt Elisabeth                          | trapéz                        | —                 |
| 1998 | Donnert Károly                         | tigrisszám                    | —                 |
| 1998 | Kisfaludy csoport                      | ugródeszka akrobaták          | Ezüst Pierrot-díj |
| 1998 | Sallai Tibor                           | humor a kötélen               | —                 |
| 1998 | Trió Császár                           | ugródeszka akrobaták          | Bronz Pierrot-díj |
| 2000 | Nereus Lajos                           | zsonglőr                      | Bronz Pierrot-díj |
| 2000 | Tirano                                 | rúddobó akrobaták             | —                 |
| 2000 | Warrior Princesses                     | rúdegyensúlyozók              | —                 |
| 2000 | Rippel Brothers                        | kézegyensúlyozók              | Ezüst Pierrot-díj |
| 2000 | Sallai Tibor                           | komikus                       | —                 |
| 2000 | Zozo                                   | bohóctréfa                    | —                 |
| 2002 | Adams                                  | lovaszsonglőrök               | —                 |
| 2002 | Blue Girl's                            | kézegyensúlyozók              | —                 |
| 2002 | Pakucza                                | erőművész                     | —                 |
| 2002 | David Könyöt & Yotzo                   | bohózat                       | —                 |
| 2002 | Golden Pyramid                         | plasztikus akrobata trió      | —                 |
| 2002 | Ramwell                                | zsonglőr                      | —                 |
| 2002 | Vajda csoport                          | ugródeszka akrobaták          | —                 |
| 2004 | 4 Delta                                | páros óriáskerék              | —                 |
| 2004 | Silver Team                            | rúddobó akrobaták             | —                 |
| 2004 | Nagy Molnár Dávid                      | bűvész                        | —                 |
| 2004 | Pantheras                              | akrobatika a forgó rúdon      | —                 |
| 2004 | Trio James                             | ugródeszka akrobaták          | —                 |
| 2006 | Duo Kis Faludy                         | ugródeszka akrobaták          | —                 |
| 2006 | Golden Powers                          | plasztikus akrobaták          | —                 |
| 2008 | Duo Deltai                             | kézegyensúlyozók              | —                 |
| 2008 | Mr. & Mrs. Dittmár                     | vígjáték XXL                  | Bronz Pierrot-díj |
| 2010 | Kiss Kata                              | hulla hopp                    | —                 |
| 2010 | Quinterion                             | akrobatikus dobószám          | Bronz Pierrot-díj |
| 2010 | Loránt és Júlia                        | gurtni                        | —                 |
| 2012 | Almost Trio                            | golf zsonglőrök               | —                 |
| 2012 | Rolling Wheel                          | röhnrád                       | —                 |
| 2012 | Sebastian & Kristina                   | transzformáció                | —                 |
| 2012 | Duo La Vision                          | élő szobrok                   | —                 |
| 2014 | Richter csoport                        | lovas akrobata szám           | Arany Pierrot-díj |
| 2014 | Simet László                           | szemafor                      | Ezüst Pierrot-díj |
| 2016 | Biritz Ákos                            | gurtniszám                    | —                 |
| 2016 | Trio Power Line                        | erőemelő szám                 | Bronz Pierrot-díj |
| 2016 | Silver Power                           | erőemelő szám                 | Bronz Pierrot-díj |
| 2018 | Ádám és Benjámin                       | kínai rúdszám                 | Bronz Pierrot-díj |
| 2020 | Duo Tessa                              | álló zicc                     | —                 |
| 2020 | Szlavkovszki Zsolt                     | dupla hammock                 | —                 |
| 2020 | ifj. Richter József és Merrylu Richter | pas de deux (balett lóháton)  | Arany Pierrot-díj |
| 2020 | Duo Togni                              | gurtni                        | —                 |

Megjegyzések
1. ↑  2002-ben David Könyöt & Yotzo Magyarország és Anglia színeiben közösen szerepelt.
2. ↑  2012-ben a Duo La Vision duó két tagja Magyarország és Ukrajna színeiben közösen szerepelt.
3. ↑  2020-ban a Duo Togni két tagja Magyarország és Olaszország színeiben közösen szerepelt.

## Éremtáblázat

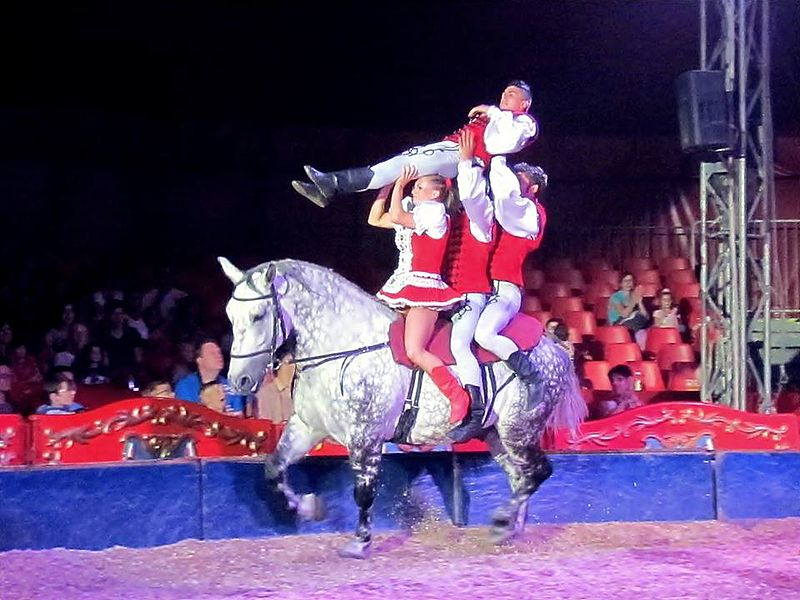
A Richter csoport 2014-ben elnyerte az Arany-díjat.

| Év         | Nagydíjak száma | Nagydíjak száma | Nagydíjak száma | Nagydíjak száma | Indulók száma |
| Év         | Arany           | Ezüst           | Bronz           | Összesen        | Indulók száma |
| ---------- | --------------- | --------------- | --------------- | --------------- | ------------- |
| 1996       | 0               | 0               | 1               | 1               | 9             |
| 1998       | 0               | 1               | 1               | 2               | 5             |
| 2000       | 0               | 1               | 1               | 2               | 6             |
| 2002       | 0               | 0               | 0               | 0               | 7             |
| 2004       | 0               | 0               | 0               | 0               | 5             |
| 2006       | 0               | 0               | 0               | 0               | 2             |
| 2008       | 0               | 0               | 1               | 1               | 2             |
| 2010       | 0               | 0               | 1               | 1               | 3             |
| 2012       | 0               | 0               | 0               | 0               | 4             |
| 2014       | 1               | 1               | 0               | 2               | 2             |
| 2016       | 0               | 0               | 2               | 2               | 3             |
| 2018       | 0               | 0               | 1               | 1               | 1             |
| 2020       | 1               | 0               | 0               | 1               | 4             |
|            |                 |                 |                 |                 |               |
| Összesítés | 2               | 3               | 8               | 13              | 53            |